# Hvězdárna barona Artura Krause
Hvězdárna barona Artura Krause leží v ulici Gorkého čp. 2658 v Pardubicích v nejvyšších patrech domu dětí a mládeže DDM ALFA Pardubice. Její hlavní náplní je popularizace astronomie pro širokou veřejnost, kterou utváří astronomické kroužky pro děti a studenty, pravidelná večerní pozorování oblohy a pořádání přednášek pro širokou veřejnost na zajímavá témata z oblastí vědy a techniky. Hvězdárna disponuje několika přístroji, z nich největší je dalekohled typu Cassegrain se zrcadlem o průměru 45 cm. Jedná se tak o jeden z největších dalekohledů v České republice určených k veřejnému pozorování a popularizaci astronomie.

## Historie

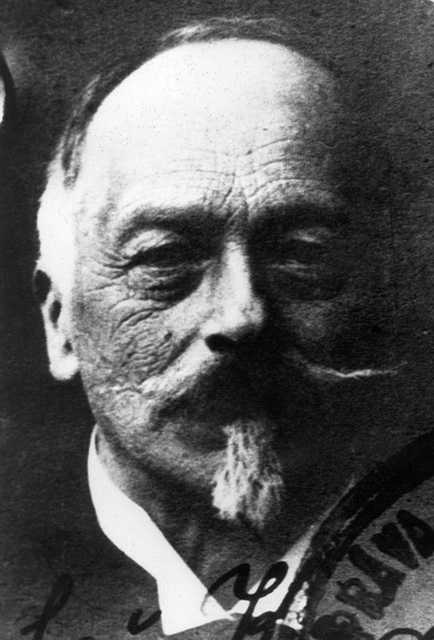
Baron Artur Kraus

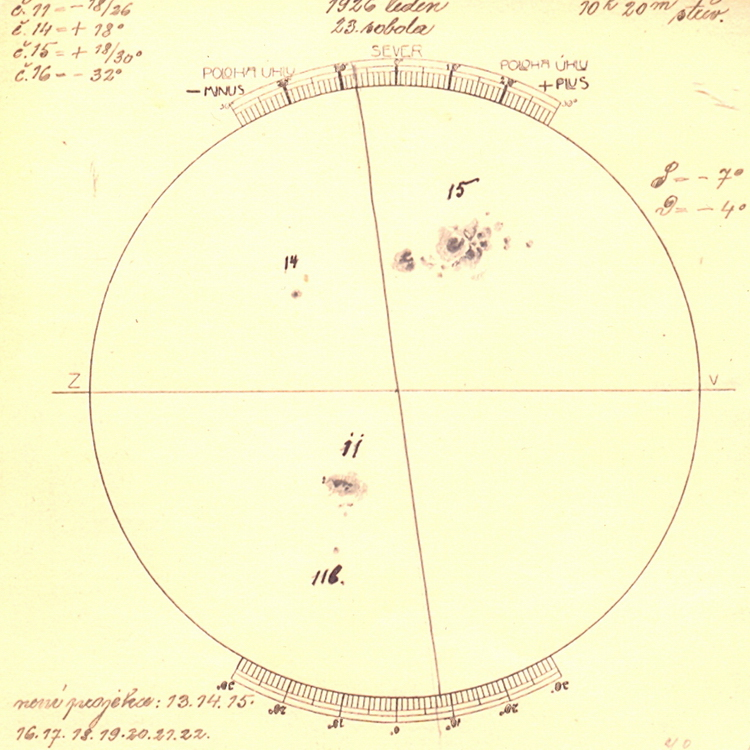
Ukázka Krausova zákresu slunečních skvrn

Hvězdárna navazuje na tradici osobnosti barona Artura Krause (1. srpna 1854 – 21. března 1930), mezi jehož bohatý sortiment zájmů patřila i astronomie. Té se věnoval od roku 1895 až do konce svého života. Zaměřil se především na pozorování sluneční fotosféry a zaznamenával skvrny na Slunci (přes tisíc dochovaných zákresů). Svá pozorování prováděl v centru Pardubic na střeše domu vedle Pasáže (na dnešní Třídě míru). Jeho působení tam připomíná pamětní deska.
Baron se ovšem astronomii nevěnoval pouze na odborné bázi, ale jeho velkou snahou bylo ji popularizovat veřejnosti. Říkal, že „astronomie by neměla významu, kdyby zůstala jen v hlavách povolaných“. Stál také u zrodu České astronomické společnosti, ale nikdy nebyl jejím členem, neboť Česká astronomická společnost tehdy komunikovala pouze s obyvateli měst a vesničanům svůj prostor neposkytovala.[zdroj?] Baron si s velkou vášní dopisoval s mnoha zájemci o astronomii po celé tehdejší republice a zdarma rozesílal popularizační brožurky, jako byly Létavice a povětroně, Hvězdářem snadno a rychle : Návod k pěstování hvězdářství pro začátečníky nebo Pozorování Slunce v nichž shrnoval a vysvětloval mimo jiné i úkazy, o kterých si se svými příznivci dopisoval.
Současná hvězdárna v DDM ALFA Pardubice byla slavnostně otevřena veřejnosti roku 1992 za přítomnosti Jiřího Grygara, Jiřího Drbohlava (konstruktéra minulého i současného dalekohledu v kopuli hvězdárny) nebo Bohumila Ruprechta, vedoucího Astronomického klubu Pardubice, který se ve velké míře podílel na stavbě hvězdárny i jejím uvedení do provozu. Dalším hostem na slavnostním otevření hvězdárny byl Václav Hübner, který při této příležitosti proslovil přednášku o životě a díle Artura Krause.
V letech 1994–2007 byl jejím vedoucím Václav Knoll, který pořádal expedice SAROS za úplným zatměním Slunce (v roce 1995 do Thajska, 1998 do Venezuely, 1999 do Maďarska a 2006 do Turecka). Za Václava Knolla také došlo k výrazné (především přístrojové) rekonstrukci hvězdárny – původní ručně ovladatelný reflektor typu Cassegrain o průměru 0.42 m a ohnisku 5.6 m byl nahrazen počítačem ovládaným dalekohledem stejného typu o průměru 0.45 m a ohnisku 6.75 m s výměnným sekundárním zrcátkem umožňujícím kombinaci Cassergrain/Newton. Dalekohled je určen k fotografování, ale především k veřejnému pozorování a je druhým největším ve své kategorii (první největší k veřejnému pozorování leží na hvězdárně v Jičíně).
Od roku 2007 je vedoucím hvězdárny Petr Komárek, za jehož vedení hvězdárna získala ještě vyšší úroveň především novým vybavením, rozšířením programové nabídky pro veřejnost (audiovizuální pořady, fyzikální experimenty pro nejmenší atd.) a zkvalitněním pravidelných večerních pozorování pro veřejnost.

## Pro veřejnost
Hvězdárna nabízí pravidelná pozorování pro veřejnost s náhradním programem při zataženém počasí. Během pozorování pro veřejnost si mohou návštěvníci vyzkoušet ovládání hvězdářského dalekohledu, poznat historii hvězdárny a zhlédnout zajímavé výstavy.

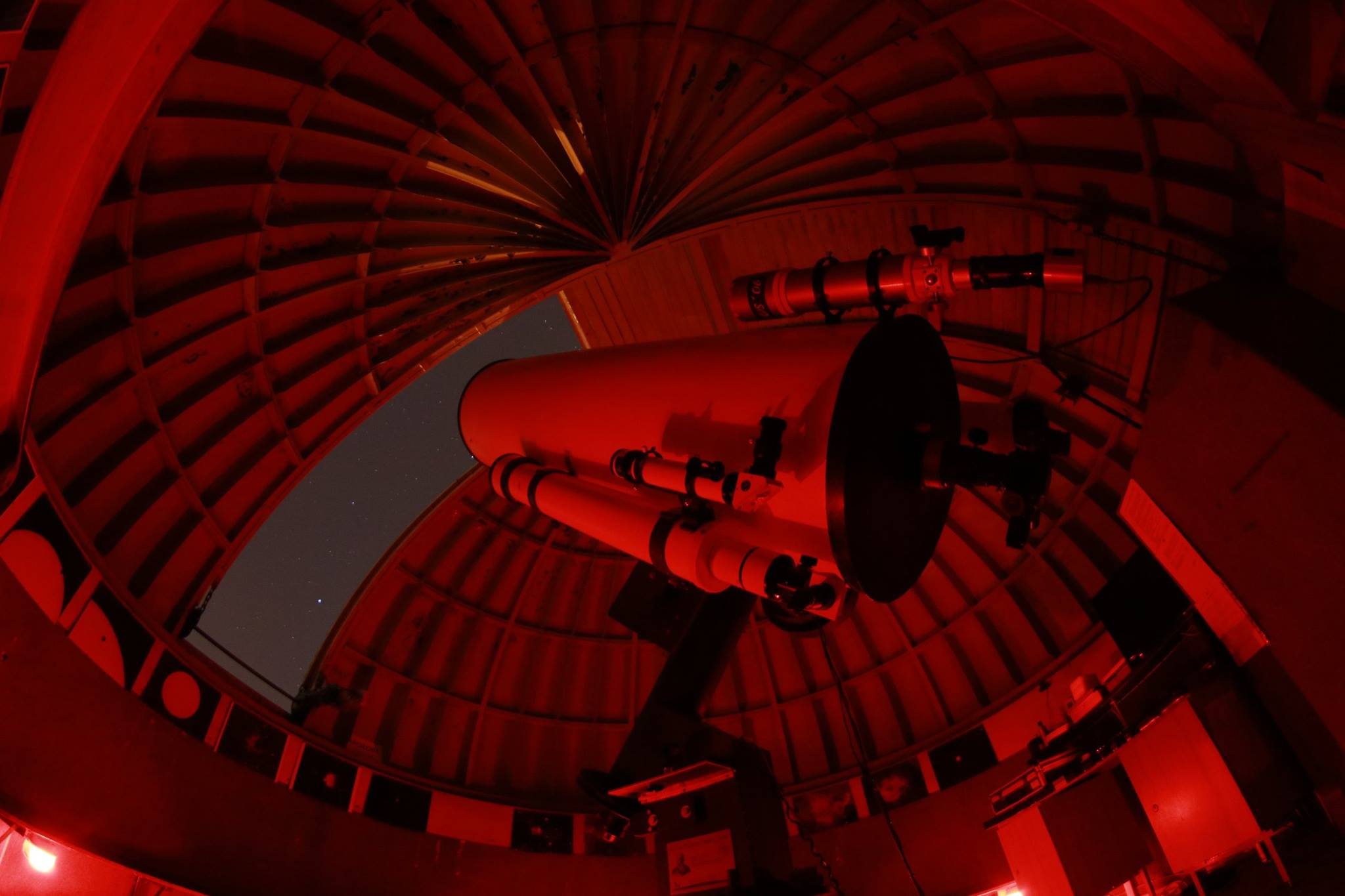
Hlavní dalekohled

Samotné pozorování probíhá jak v kopuli hvězdárny, tak na pozorovací terase díky širokému sortimentu přenosných dalekohledů.
Návštěvníci mohou za jasného počasí pozorovat planety Sluneční soustavy, Měsíc i vzdálené objekty (galaxie, mlhoviny a hvězdokupy). Za nepříznivého počasí je připraven náhradní program čítající prohlídku hvězdárny, prohlídku oblohy pomocí projekce virtuálního planetária Stellarium, případně vzdělávací pořad. Časy otevíracích dob jsou odvislé na době soumraku.
V době letních prázdnin se činnost hvězdárny přesouvá na letní tábory a soustředění DDM ALFA. Hvězdárnu je tak možno navštívit pouze po telefonické domluvě.
Na hvězdárně probíhají pravidelné astronomické kroužky pro děti a mládež a (nejen) v dopoledních hodinách hvězdárna zajišťuje i program pro objednané školní skupiny.

### Mimořádná pozorování
Při příležitosti mimořádného úkazu na obloze bývá hvězdárna zpravidla otevřena, a to i o víkendu. Týká se to především zatmění Slunce a Měsíce či zajímavých seskupení planet. V minulosti byly pozorovány také přechody Merkuru (2003 a 2016) a Venuše (2004) přes sluneční kotouč nebo zákryty jasných planet Měsícem.

### Přednášky
Přednášky na nejrůznější témata astronomie i kosmonautiky probíhají pravidelně každý poslední pátek v měsíci od října do května (výjimečně i v září a v červnu). Přednášejícími bývají současní známí popularizátoři astronomie nebo členové Astronomické společnosti Pardubice.

## Odborná činnost
Hvězdárna se mimo popularizace astronomie věnuje také odborné činnosti.
Na jedné z fotografií pořízených zde během úplného zatmění Měsíce 21. ledna 2019 je pozorovatelné bodové zjasnění přisuzované dopadu asteroidu. Na konci roku 2019 byla na hvězdárně instalována meteorologická stanice. Data z ní jsou volně přístupná pro další odborná zpracování i pro širokou veřejnost. O rok později byla taktéž instalována radiometeorická detekční stanice sítě BOLIDOZOR. Stala se tak první stanicí této detekční sítě na území Pardubického kraje. Data z této stanice putují do centrálního úložiště v Astronomickém ústavu AV ČR v Ondřejově , odkud jsou dále distribuována do celosvětové sítě radiometeorických pozorování Radio Meteor Observing Buletin

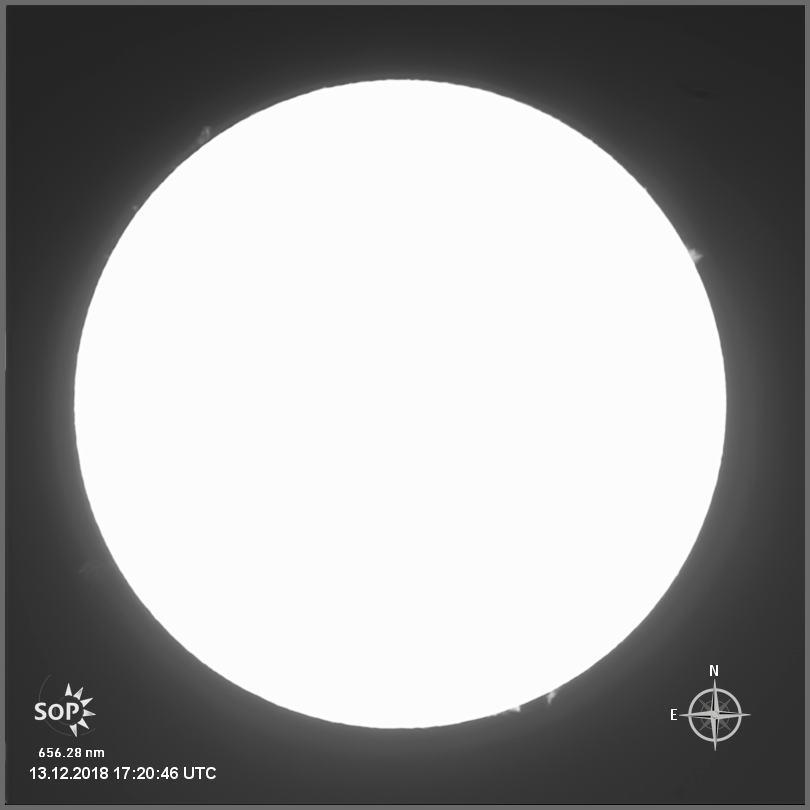
Ukázka snímku Slunce a jeho protuberancí
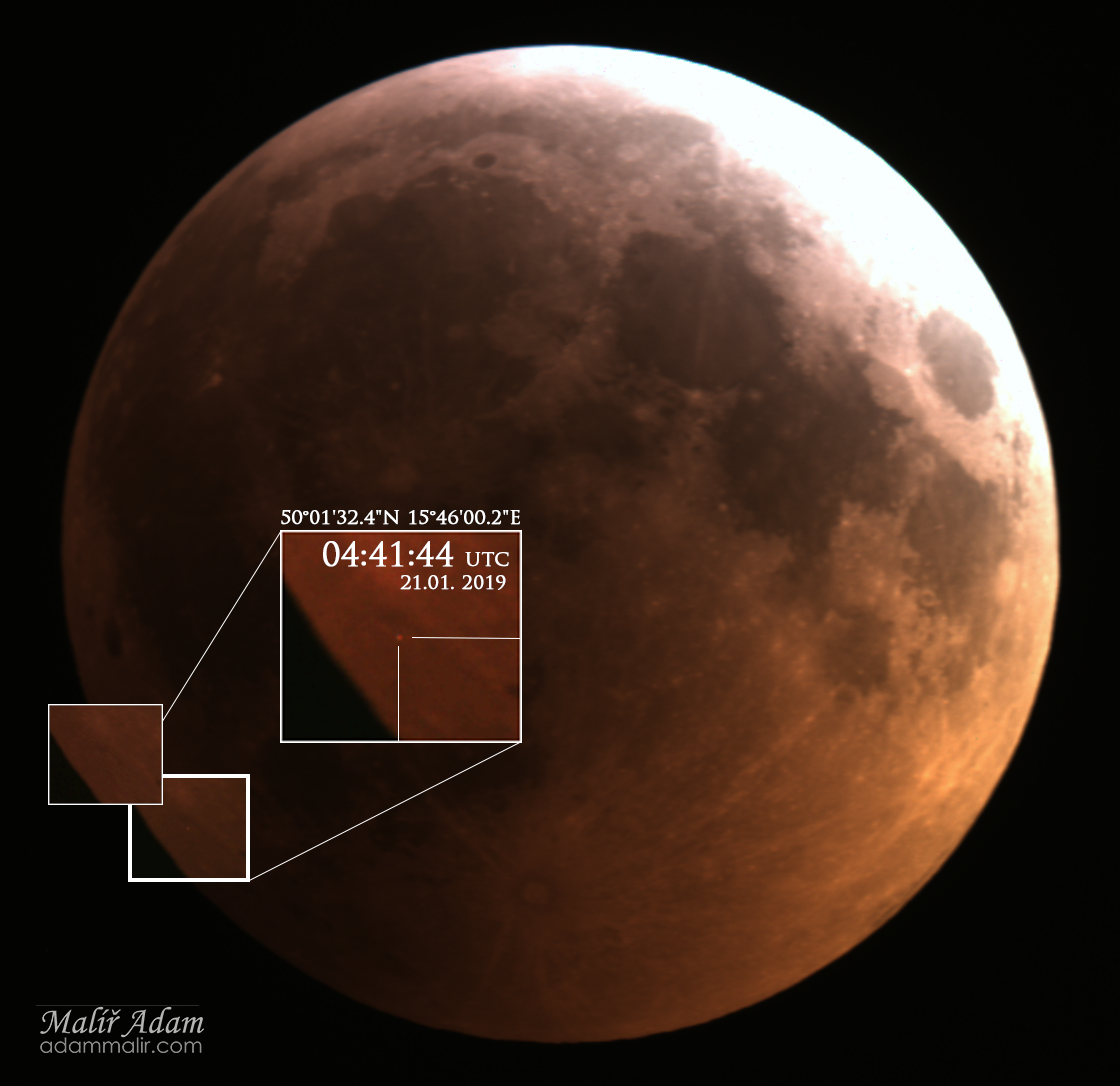
Pravděpodobný zásah Měsíce asteroidem během zatmění vyznačený v rámečku
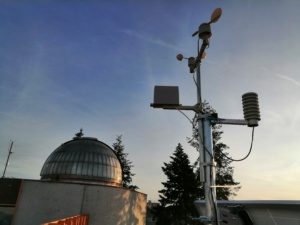
Meteorologická stanice Pardubice
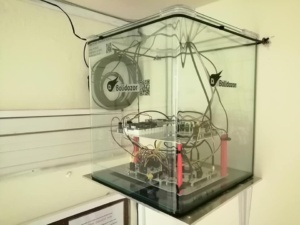
Radiometeorická stanice ALFAPCE_R0 sítě BOLIDOZOR

## Astronomická společnost Pardubice
Astronomická společnost Pardubice vznikla v roce 2001. Její hlavní náplní je výpomoc hvězdárně při pravidelných večerních pozorování, přednáškách a mimořádných úkazech. Astronomická společnost Pardubice také pořádá mnoho zajímavých a tradičních akcí pro své členy, například každoroční noční výstup na Sněžku (kvůli pozorování nočních svítících oblaků za letního slunovratu), Krausovy pochody (zimní pěší pochody po hlavním hřebeni Krkonoš na počest barona Artura Krause, který jako první ve střední Evropě lyžoval, a to v oblasti Harrachova), expedice SAROS (expedice za úplným zatměním Slunce – tradice založená Václavem Knollem) a mnoho dalšího. Od roku 2008 je Astronomická společnost Pardubice kolektivním členem České astronomické společnosti.

## Čtvrtletník Baronesa

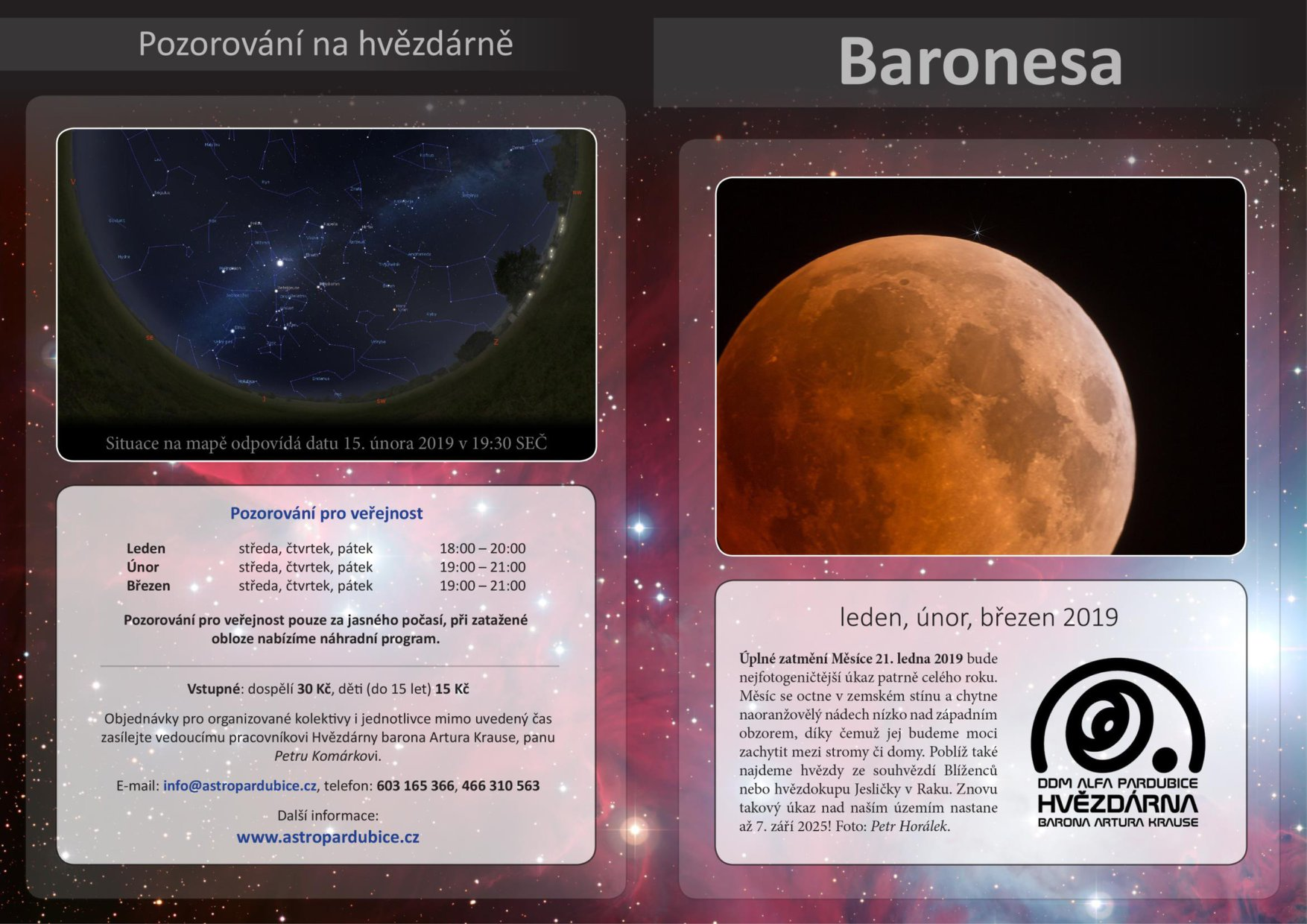
Ukázka čtvrtletníku Baronesa

Hvězdárna také vydává od roku 2003 pravidelný čtvrtletník Baronesa vždy na nejbližší astronomické období. Elektronickou verzi si lze zdarma stáhnout z webu hvězdárny, tištěnou dostávají návštěvníci zdarma při návštěvě hvězdárny (před přednáškou či pozorováním). Baronesa informuje o nejbližších úkazech na obloze, přednáškách a akcích pro veřejnost a při mimořádném úkazu byla doplněna o přílohu pojednávající o průběhu i pozorování úkazu.

## Turistické známkové místo
Hvězdárna je od roku 2008 turistickým místem. Můžete zde zakoupit turistickou známku č. 1435.